# Золотое руно (пьеса)
«Золотое руно» (фр. La Toison d’or) — трагедия французского драматурга Пьера Корнеля, впервые поставленная на сцене в 1660 году и опубликованная в 1661 году. Её относят к «трагедиям с машинами», соответствовавшим эстетике придворного барокко.
Сюжет пьесы основан на эпизоде из греческой мифологии. Её герои — аргонавты, которые отправились во главе с Ясоном в Колхиду за золотым руном. Корнель разрабатывает классический сюжет нетипичным образом. Ясон здесь — человек, который руководствуется в своих действиях холодным расчётом. Он вправе рассчитывать на признательность Ээта, поскольку помог ему отразить нападение Перса, но по настоянию своих спутников просит у царя не руку прекрасной Медеи, а золотое руно. Медея его любит; в Колхиду прибывает ещё и Гипсипила, которая тоже претендует на Ясона, и последний в одной из сцен оказывается между двумя ревнивыми возлюбленными. В конце концов он выбирает Медею, притворившись, что влюблён, и увозит её в Элладу. В изображении Корнеля кровавый коринфский финал этой истории выглядит практически неизбежным.